# Дискография Оли Поляковой
Дискография украинской певицы Оли Поляковой включает в себя два студийных альбома, один мини-альбом, тридцать шесть синглов и тридцать один видеоклип.

## Альбомы

### Студийные альбомы
| Название         | Детали                                                                      |
| ---------------- | --------------------------------------------------------------------------- |
| «Приходи ко мне» | - Релиз: 23 декабря 2001 - Лейбл: JRC - Формат: CD                          |
| «Шлёпали шлёпки» | - Релиз: 27 января 2017 - Лейбл: Best Music - Формат: CD, цифровая загрузка |

### Мини-альбомы
| Название        | Детали                                                                  |
| --------------- | ----------------------------------------------------------------------- |
| «Королева ночи» | - Релиз: 1 февраля 2019 - Лейбл: Best Music - Формат: Цифровая загрузка |

## Синглы
| 2007                                                                              | «Обними меня» (совместно с «Чай вдвоём»)                        | —  | —   | —  | —  | —  | —   | —   | 29 | 28  | «Белое платье»   |
| 2008                                                                              | «Суперблондинка»                                                | —  | —   | —  | —  | —  | —   | —   | —  | 189 | без альбома      |
| 2008                                                                              | «Мой милый мальчик»                                             | —  | —   | —  | —  | 66 | —   | —   | —  | —   | без альбома      |
| 2009                                                                              | «Любовь это»                                                    | —  | —   | —  | —  | 49 | —   | —   | —  | 244 | «Шлёпали шлёпки» |
| 2010                                                                              | «Веб-камера»                                                    | —  | —   | —  | —  | 56 | —   | —   | —  | —   | без альбома      |
| 2010                                                                              | «Только твоя»                                                   | —  | —   | —  | —  | 76 | —   | —   | —  | —   | без альбома      |
| 2010                                                                              | «90 60 90»                                                      | —  | 85  | —  | —  | 68 | —   | —   | —  | —   | без альбома      |
| 2011                                                                              | «Я не такая»                                                    | —  | 44  | —  | —  | 54 | —   | —   | —  | 178 | без альбома      |
| 2012                                                                              | «Лепесток»                                                      | —  | 72  | —  | —  | 71 | —   | —   | —  | —   | без альбома      |
| 2012                                                                              | «Мальчикам это нравится»                                        | 31 | 75  | —  | —  | 36 | —   | —   | —  | —   | «Шлёпали шлёпки» |
| 2012                                                                              | «Russian Style»                                                 | 16 | 20  | —  | —  | 23 | —   | —   | —  | —   | «Шлёпали шлёпки» |
| 2013                                                                              | «#Шлёпки»                                                       | 14 | 19  | —  | —  | 13 | —   | —   | —  | 159 | «Шлёпали шлёпки» |
| 2013                                                                              | «Люли»                                                          | 35 | 9   | —  | —  | 6  | 192 | 37  | —  | 142 | «Шлёпали шлёпки» |
| 2014                                                                              | «Асталависта, сепаратиста!»                                     | —  | —   | —  | —  | —  | —   | —   | —  | —   | «Шлёпали шлёпки» |
| 2014                                                                              | «Брошенный котёня»                                              | —  | 54  | —  | —  | 44 | —   | —   | —  | 161 | «Шлёпали шлёпки» |
| 2014                                                                              | «С новым годом!»                                                | —  | —   | —  | —  | —  | —   | —   | —  | —   | без альбома      |
| 2015                                                                              | «Любовь-морковь»                                                | —  | 20  | —  | —  | 15 | 171 | 697 | —  | 150 | «Шлёпали шлёпки» |
| 2015                                                                              | «Первое лето без него»                                          | —  | 7   | —  | —  | 6  | 156 | —   | —  | 124 | «Шлёпали шлёпки» |
| 2016                                                                              | «О, Боже, как больно!»                                          | —  | 20  | —  | —  | 12 | 199 | —   | —  | 155 | «Шлёпали шлёпки» |
| 2016                                                                              | «#Плавочки»                                                     | 16 | 12  | —  | —  | 6  | 189 | —   | —  | 158 | «Шлёпали шлёпки» |
| 2016                                                                              | «Мама казала»                                                   | —  | 63  | —  | —  | 95 | 432 | —   | —  | 180 | без альбома      |
| 2017                                                                              | «Номер один»                                                    | 19 | 16  | —  | —  | 7  | 333 | —   | —  | 193 | без альбома      |
| 2017                                                                              | «Бывший»                                                        | 30 | 16  | —  | —  | 25 | 364 | —   | —  | 273 | «Королева ночи»  |
| 2018                                                                              | «Мама»                                                          | 25 | 23  | —  | —  | 83 | 231 | —   | —  | 181 | без альбома      |
| 2018                                                                              | «Королева ночи»                                                 | 23 | 12  | —  | —  | 12 | 362 | —   | —  | 270 | «Королева ночи»  |
| 2018                                                                              | «Любовница»                                                     | —  | 24  | —  | —  | 64 | 634 | —   | —  | 395 | «Королева ночи»  |
| 2018                                                                              | «Лёд тронулся»                                                  | —  | 41  | —  | —  | 18 | —   | —   | —  | 418 | «Королева ночи»  |
| 2019                                                                              | «Звонила»                                                       | —  | 100 | —  | —  | 38 | —   | —   | —  | —   | «Королева ночи»  |
| 2019                                                                              | «Эй, секундочку!»                                               | 14 | 9   | —  | —  | 9  | —   | —   | —  | 228 | без альбома      |
| 2019                                                                              | «Свят! Свят! Свят!» (совместно с Потапом и Олегом Винником)     | —  | 75  | —  | —  | —  | —   | —   | —  | 913 | без альбома      |
| 2019                                                                              | «Ночная жрица»                                                  | —  | —   | —  | —  | —  | —   | —   | —  | —   | без альбома      |
| 2020                                                                              | «Белый танец»                                                   | 27 | 25  | —  | —  | 33 | —   | —   | —  | 399 | без альбома      |
| 2021                                                                              | «Взрослая девочка»                                              | —  | 31  | —  | —  | 38 | —   | —   | —  | 314 | без альбома      |
| 2021                                                                              | «Щасливі люди» (совместно с DZIDZIO)                            | 32 | 60  | —  | —  | —  | —   | —   | —  | 769 | без альбома      |
| 2021                                                                              | «Христос Народився» (совместно с Александром Пономарёвым и др.) | —  | —   | 69 | 37 | —  | —   | —   | —  | —   | без альбома      |
| 2022                                                                              | «Длинноногое счастье» (совместно с Олегом Винником)             | —  | —   | 76 | 40 | —  | —   | —   | —  | —   | без альбома      |
| Символ «—» означает, что сингл не попал в чарт или не выпускался в данной стране. |                                                                 |    |     |    |    |    |     |     |    |     |                  |

## Видеоклипы
| Год  | Название                                    | Режиссёр                        |
| ---- | ------------------------------------------- | ------------------------------- |
| 2000 | «Так не бывает»                             | Ирина Ковальская                |
| 2000 | «Приходи ко мне»                            | Ирина Ковальская                |
| 2000 | «Новий рік»                                 | Ирина Ковальская                |
| 2001 | «Мальви»                                    | Ирина Ковальская                |
| 2001 | «Цілуй мене»                                | Ирина Ковальская                |
| 2002 | «Даром дам»                                 | Ирина Ковальская                |
| 2003 | «Зима»                                      | Ирина Ковальская                |
| 2006 | «Стоп»                                      | неизвестен                      |
| 2007 | «Обними меня»                               | Александр Игудин                |
| 2008 | «Суперблондинка»                            | Александр Игудин                |
| 2008 | «Мой милый мальчик»                         | Brad Rushing                    |
| 2009 | «Love Is…»                                  | Александр Игудин                |
| 2010 | «90-60-90»                                  | Максим Паперник                 |
| 2011 | «Шарик»                                     | Виктор Скуратовский             |
| 2012 | «Мальчикам это нравится»                    | Елена Винярская                 |
| 2012 | «Russian Style» (Russian & English Version) | Елена Винярская                 |
| 2013 | «#Шлёпки»                                   | Леонид Колосовский              |
| 2013 | «Люли»                                      | Елена Винярская                 |
| 2014 | «Брошенный котеня»                          | Елена Винярская                 |
| 2014 | «С Новым годом!»                            | Елена Винярская                 |
| 2015 | «Любовь-морковь»                            | Елена Винярская                 |
| 2015 | «Первое лето без него»                      | Елена Винярская                 |
| 2016 | «О Боже, как больно»                        | Алан Бадоев                     |
| 2017 | «Номер Один»                                | Елена Винярская                 |
| 2017 | «Бывший»                                    | Дмитрий Манифест                |
| 2018 | «Мама»                                      | Оля Полякова                    |
| 2018 | «Королева Ночи»                             | Дмитрий Манифест                |
| 2019 | «Лёд тронулся»                              | Алан Бадоев                     |
| 2019 | «Эй, секундочку!»                           | Дмитрий Манифест                |
| 2019 | «Ночная жрица»                              | Дмитрий Манифест                |
| 2021 | «Взрослая девочка»                          | Любомир Левицкий                |
| 2023 | «Танцюю, як в останній раз»                 | Дмитрий Манифест, Соня Плакидюк |